# جبل غباغب
غباغب جبل يقع في جنوب سورية بين دمشق ودرعا. ويشرف الجبل على سهل شقحب الذي جرت به المعركة بين المماليك والتتار. ويرتفع الجبل عن سطح البحر 755م